# Breed to Breathe
Breed to Breathe è un EP del gruppo extreme metal inglese Napalm Death, pubblicato nel 1997.

## Tracce
1. Breed to Breathe – 3:15 (testo: Shane Embury – musica: Embury)
2. All Intensive Purposes – 3:23 (testo: Mitch Harris – musica: Harris)
3. Stranger Now – 3:47 (testo: Embury – musica: Harris, Embury)
4. Bled Dry – 2:21 (testo: Embury – musica: Jesse Pintado)
5. Time Will Come – 3:22 (testo: Embury – musica: Harris)

Edizione USA
1. Greed Killing (Performed by Impending Doom) – 2:54 (testo: Embury, Harris – musica: Harris)

Edizione Europa
1. Suffer the Children (Performed by Fatality) – 4:34 (testo: Mark Greenway – musica: Harris)

## Formazione
- Mark "Barney" Greenway – voce
- Shane Embury – basso
- Mitch Harris – chitarra
- Jesse Pintado – chitarra
- Danny Herrera – batteria